# Kosinskij rajon
Il Kosinskij rajon (in russo Косинский район?) è un municipal'nyj rajon (муниципальный округ) del Circondario dei Komi-Permiacchi nel Territorio di Perm', in Russia; il centro amministrativo è il villaggio di Kosa.
Il distretto è attraversato dal fiume Kosa, affluente della Kama.